# Kalogeneze
Kalogeneze je in vitro technika v oboru rostlinných explantátů, při které dochází k indukci kalusu. Toho se nejčastěji dociluje použitím rostlinných regulátorů na bázi auxinů a cytokininů ve vhodném poměru. Kalus se dále používá na fúzy protoplastů či vznik nových jedinců s novým genotypem.